# Isoflavonoide
Los isoflavonoides son una clase de flavonoides (metabolitos secundarios de las plantas, que se sintetizan en principio, a través de la llamada "vía biosintética de los flavonoides") encontrados en las leguminosas y sólo en pocas no leguminosas. Están implicados en los mecanismos de defensa de la planta ante el herbivorismo, y también funcionan como señales químicas en la fijación de nitrógeno.
Al desviarse de la vía biosintética de los flavonoides, un anillo bencénico migra de la posición 2 a la posición 3 del anillo central, por lo que el esqueleto cambia a uno de 3-fenilcromen-4-ona, que es el esqueleto base de los isoflavonoides.
|  |  |

El grupo comprende a más de 230 estructuras, y los dos más conocidos son la genisteína y la daidzeína.

## Funciones
Los isoflavonoides tienen variadas funciones en las legumbres. Algunos, como los rotenoides, poseen una fuerte acción insecticida, otros tienen efectos antiestrogénicos. Por ejemplo, las ovejas que pastan en tréboles ricos en isoflavonoides suelen volverse infértiles. El sistema de anillos de los isoflavonoides tiene una estructura que guarda similitudes con la de los esteroides, lo que permite a estas sustancias unirse a receptores de estrógenos. Los isoflavonoides pueden también ser responsables de los beneficios anticancerígenos de la comida preparada con soja.
En la década del 2000 los isoflavonoides se han vuelto conocidos por su papel como "fitoalexinas", compuestos antimicrobianos sintetizados por las legumbres en respuesta a la infección por bacterias y hongos, que ayudan a limitar la difusión del patógeno invasor.